# Hermann Busen
Hermann Busen (* 13. Juli 1913 in Bottrop; † 26. März 1971 in Münster) war ein deutscher Architekt und Denkmalpfleger.

## Leben
Nach dem Architektur-Studium in Stuttgart war Busen als Baureferendar beim Generalbaurat für die Neugestaltung der „Hauptstadt der Bewegung“ München unter Hermann Giesler tätig. Nach seiner Promotion 1941 an der Technischen Hochschule Stuttgart mit einer Dissertation über die Baugeschichte der Klosterkirche von Cappenberg legte er 1942 das zweite Staatsexamen ab. In der unmittelbaren Nachkriegszeit arbeitete er zunächst als freiberuflicher Architekt, 1951 trat er bei der westfälischen Provinzialverwaltung (ab 1953 Landschaftsverband Westfalen-Lippe) die Stelle als stellvertretender Landeskonservator an. Im Oktober 1959 wurde er als Nachfolger von Theodor Rensing zum Landeskonservator ernannt.
Von 1968 bis zu seinem Tod war Hermann Busen Erster Vorsitzender der Henry-van-de-Velde-Gesellschaft in Hagen.

## Schriften
- Die Klosterkirche in Kappenberg und die Baukunst der Prämonstratenser. Dissertation, Stuttgart 1941.
- Die Clemenskirche in Münster. In: Westfalen, 37. Jahrgang 1959, S. 276–286.
- Die Bartholomäuskapelle in Paderborn. In: Westfalen, 41. Jahrgang 1963, S. 273–312.
- Kloster und Klosterkirche zu Corvey. In: Kunst und Kultur im Weserraum 800–1600. Aschendorff, Münster 1966, S. 19–42.
- 75 Jahre Denkmalpflege in Westfalen. In: Westfalen, 46. Jahrgang 1968, S. 3–27.